# George Crawford (cầu thủ bóng đá)
George William Crawford (10 tháng 12 năm 1905 – 1975) là một cầu thủ bóng đá người Anh của thập niên 1920. Sinh ra ở Sunderland, ông gia nhập Gillingham từ câu lạc bộ quê nhà năm 1927 và có 40 lần ra sân cho câu lạc bộ ở Football League. Ông rời đi để gia nhập Bournemouth năm 1929.